# Alemany vienès
El vienès (en austrobavarès Weanarisch o Weanerisch, en alemany estàndard Wienerisch) és el dialecte de l'austrobavarès que es parla a la ciutat de Viena, capital d'Àustria, i es classifica dins dels dialectes centrals d'aquesta llengua.
Es tracta d'un dialecte prou diferenciat de l'alemany estàndard en vocabulari, gramàtica i pronunciació. Fins i tot en la Baixa Àustria, l'estat que envolta completament la ciutat, moltes de les seves expressions no s'utilitzen, i més a l'oest sovint ni tan sols s'entenen.

## Particularitats lingüístiques
El vienès és bastant diferent de l'alemany estàndard d'Àustria, així com dels altres dialectes bavaresos que es parlen al país.
A principis del segle XX es podien diferenciar 4 subdialectes vienesos (classificats pels districtes on es parlaven): Favoritnerisch (Favoriten, districte 10), Meidlingerisch (Meidling, districte 12), Ottakringerisch (Ottakring, districte 16), i Floridsdorferisch (Floridsdorf, districte 21). Avui dia ja no s'utilitzen aquestes subdivisions i es pot parlar d'un únic dialecte vienès.
A més dels subdialectes dels diferents districtes de l'antiga Viena, també existia una classificació de dialectes segons la classe social. Per exemple, el Schönbrunnerdeutsch o l'alemany parlat per la cort imperial dels Habsburg al Palau Reial de Schönbrunn, presentava entre les seves principals característiques una inflexió molt afectada i una enunciació prou marcada. El resultat era una tonalitat nasal que feia que l'accent s'aproximés al del francès. Tot i que actualment no s'utilitza, els vienesos de les classes altes encara estan familiaritzats amb aquest dialecte de la cort.

### Fonologia
Algunes característiques típiques de l'alemany de Viena són:
- Monoptongació: al contrari que l'alemany estàndard i la resta de dialectes bavaresos, en el vienès els diftongs se solen monoptongar. Això vol dir que dues semivocals de timbres diferents en contacte (un dels quals sol ser sil·làbic i l'altre no sil·làbic) passen a articular-se com una única semivocal de timbre únic (és a dir, amb formants principals invariants durant tota la durada del so).

Per exemple:
- - Alemany estàndard: heß – bavarès: hoaß – vienès: haaß [haːs]
  - Alemany estàndard: weiß – vienès: wääß [væːs]
  - Alemany estàndard: Haus – vienès: Håås [hɒːs]
- És típic allargar una mica les vocals, sobretot al final de la frase. Per exemple: Heeaasd, i bin do ned bleeed, wooos waaasn ii, wea des woooa (alemany estàndard: Hörst du, ich bin doch nicht blöd, was weiß denn ich, wer das war).
- La "L de Meidling" (Meidlinger "L"): en el llenguatge de la classes treballadores, es tendeix a velaritzar la pronúncia de la lletra "l" [ɫ], com en txec.
- S'intercalen vocals entre grups de consonants (epèntesi): així, depenent de la classe social, de vegades el parlant pot intercalar una vocal [ɐ] entre dues consonants. Aquest fenomen sol afegir una síl·laba a la paraula, "intensificant-la" i conferint-li en general una connotació negativa.

Exemples:
- - Alemany estàndard Verschwinde! – vienès Vaschwind! – intensificat Vaschawind!
  - Alemany estàndard Verbrecher! – vienès Vabrecha! – intensificat Vabarecha!
  - Alemany estàndard abgebrannt – vienès oobrennt – intensificat oobarennt
  - Alemany estàndard Geradeaus! – vienès Groodaus! – intensificat Garoodaus!

Altres característiques del dialecte vienès es troben també en els altres dialectes austrobavaresos:
- Tensió de les consonants: les consonants sordes fortis [p, t, k] es converteixen en consonants lenis sordes [b̥, d̥, ɡ̊]. La [k], no obstant això, sol mantenir-se com fortis quan va darrere d'una vocal.
- Vocalització de la /l/ darrere d'una vocal, per exemple also → oeso [ˈɔi̯sóc], Soldat → Soedot [sɔi̯ˈdɔːt], fehlen → föhn [fœːn], Kälte → Köödn [ˈkøːd̥n̩].
- Vocalització de la /l/ al final de paraula, després d'una vocal, per exemple schnell → schnöö [ʃnœː], viel → vüü [fʏː].
- No s'arrodoneixen les vocals anteriors darrere d'una consonant coronal, per exemple Glück [ˈɡlʏk] → Glick [ˈɡlɪk], schön [ˈʃøːn] → schee [ˈʃẽː].
- S'arrodoneixen les vocals no arrodonides darrere de [l], per exemple schneller → schnöller [ˈʃnœlɐ], vielleicht → vülleicht [fʏˈlæːçt], wild → wüüd [vyːd̥].

### Gramàtica
Pel que fa a la gramàtica, no es troben massa diferències amb altres dialectes de l'austrobavarès. Són típiques aquestes característiques:
- Se sol evitar el cas genitiu.
- La preposició ohne ('sense') se sol usar en cas datiu en comptes de l'acusatiu.
- Es reemplaça "ihn" o "ihm" ('li, a ell') amb "eam", per exemple: "Hast du ihn gesehen?" ('L'has vist?') seria en vienès "Host eam gsehn?".
- Es reemplaça "wir" ('nosaltres') per "mia".
- Se sol ometre el pronom personal de segona persona del singular, per exemple "Bist deppert?" ('Ets idiota?') en lloc de l'estàndard "Bist du blöd?".

### Vocabulari

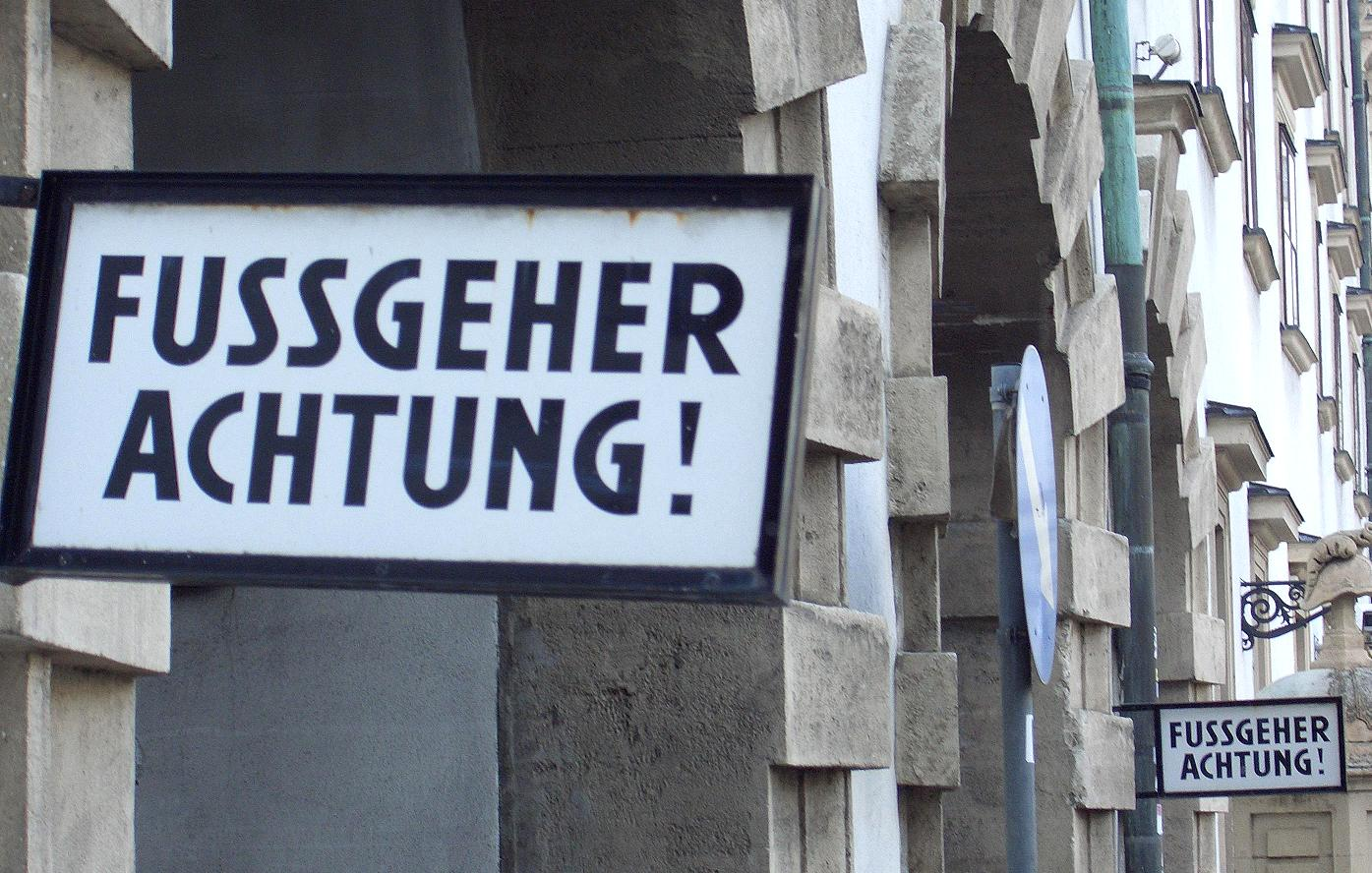
Un senyal en un carrer de Viena. En alemany estàndard, "Fußgeher" (en català 'vianant') es diu "Fußgänger"

El dialecte vienès té un vocabulari bastant diferenciat. Aquest dialecte encara conserva molts trets de l'alt alemany mitjà i fins i tot de l'alt alemany antic. A més, ha integrat moltes expressions d'altres llengües, particularment les que es parlaven als territoris de l'antiga monarquia dels Habsburg, ja que Viena fou el punt de trobada de molts dels pobles pertanyents a aquests països a la fi del segle xix i principis del XX.

#### Exemples
| - de l'alt alemany antic: - Zähnd (de zand, en alemany estàndard Zähne, en català dents) - Hemad (de hemidi, en alemany estàndard Hemd, en català samarreta) - de l'alt alemany mitjà: - Greißler (tenda d'ultramarins, de griuzel - diminutiu de Gruz, en català gra) - Baaz (de batzen, literalment en català apegalós, massa viscosa) - si ohgfrettn (de vretten, en català esforçar-se) - de l'hebreu i el yídish: - Masl (de masol, en català sort) - Hawara (de chaver, en català amic, company) - Gannef (de ganav, en català lladre, brivall) - Beisl (de bajser, en català taverna) - de l'hongarès: - Maschekseitn (en català altre costat, costat invers, part posterior, de a másik, l'altre) - Gattihosn (de gatya, pantalons) | - del txec: - Motschga (puré poc apetitós, de močka, en català residu de canonada o de omáčka, salsa, sopa) - Pfrnak ((gran) nas, de frňák) - Lepschi (de lepšir, literalment millor, en l'expressió Auf Lepschi gehen, en català sortir o divertir-se) - de l'italià: - Gspusi (de sposa, en català núvia) - Gstanzl (de stanza, en català estrofa d'una cançó humorística) - Gusta (de gusto, en català ganes d'alguna cosa) - del francès: - Trottoa (de trottoir, en català vorera) - Lawua (de lavoir, en català lavabo) - Loschie (de logis, en català allotjament) - de l'àrab: - Hadscha (de Hajj, en català camí llarg) |

### Pragmàtica
Cada vegada es troben més en vienès aquestes peculiaritats pragmàtiques:
- Sovint s'utilitza un registre irònic que no es marca ni amb l'entonació ni amb els gestos, conegut com a Wiener Schmäh i que sol ser una font de malentesos, sobretot per als forans.
- Ús excessiu de sufixos diminutius com a -l o -erl (com en Kaffeetscherl o Plauscherl).

## Tendències
En els últims temps, el vienès s'acosta a l'alemany estàndard, la qual cosa ha fet que s'hagi desenvolupat una espècie d'estàndard parlat amb el típic accent vienès (per exemple, l'original vienès Wos host fir a Notn gschriebn? es converteix en el modern Was hast'n für eine Note gschriebn?). No obstant això, la típica monoptongació vienesa, que el diferencia dels dialectes veïns, continua present. Per exemple: Waaaßt, wos mir heut in der Schule für än gråååsliches Fläääsch kriegt ham? (en estàndard Weißt du, was für ein widerliches Fleisch wir heute in der Schule vorgesetzt bekamen?).
Una de les raons per a aquesta progressiva convergència dels dialectes típics vienesos és la percepció, estesa pels mitjans de comunicació, que el Urwienerisch (vienès antic) és vulgar i pertanyent a la classe proletària.
Tant en el passat com ara, els dialectes vienesos han tingut una gran influència de llengües foranes, principalment a causa de la immigració. En els últims 40 anys, la major part dels immigrants han vingut dels països de l'antiga Iugoslàvia, Turquia, i més recentment d'Alemanya (sobretot de l'Est), la qual cosa ha fet que les varietats del vienès modern hagin canviat i evolucionat.

### Diccionaris
- Sprechen Sie Wienerisch?.
- Vienès del dia a dia.
- Diccionari Austríac-Alemany.

### Altres
- Die österreichische Varietät der deutschen Sprache. Arxivat 2017-05-16 a Wayback Machine.
- Das Festival donis Wienerischen.